# Bror Fock
Bror Karl Fock (Vänersborg, Västra Götaland, 29 de març de 1888 – Vänersborg, 4 de setembre de 1964) va ser un atleta suec que va competir a començaments del segle xx. En el seu palmarès destaquen dues medalles als Jocs Olímpics de 1912.
El 1912 va prendre part en els Jocs Olímpics d'Estocolm, on disputà quatre proves del programa d'atletisme. En els 3.000 metres per equips guanyà la medalla de plata, mentre fou elimina en sèies en els 10.000 metres. En les proves de camp a través fou dissetè en la prova individual, mentre en la prova per equips guanyà la medalla d'or.
El 1912 aconseguí durant un breu període el rècord del món dels 3.000 metres. El 1909, 1910 i 1912 guanyà el campionat nacional dels 10.000 metres, i en fou segon el 1911 i 1913.

## Millors temps
- 3.000 metres. 8' 46,6" (1912)
- 5.000 metres. 15' 29.2" (1912)
- 10.000 metres. 32' 12.1" (1912)[1][2]